# Borowe Jezioro
Borowe Jezioro – jezioro rynnowe w województwie pomorskim, w powiecie kościerskim, w gminie Kościerzyna, w mezoregionie Bory Tucholskie.
Borowe położone jest na południe od Gostomia i na wschód od Gostomka, otoczonym obszarami leśnymi.

## Dane morfometryczne
Powierzchnia zwierciadła wody według różnych źródeł wynosi od 21,0 ha przez 28,2 ha do 28,8 ha. 
Zwierciadło wody położone jest na wysokości 154,9 m n.p.m. lub 155,2 m n.p.m. Średnia głębokość jeziora wynosi 3,8 m, natomiast głębokość maksymalna 6,6 m.

## Hydronimia
Według urzędowego spisu opracowanego przez Komisję Nazw Miejscowości i Obiektów Fizjograficznych (KNMiOF) nazwa tego jeziora to Borowe Jezioro.